# 녹주
녹주(淥州)는 요나라가 동경도에 설치한 행정 구역 중 하나로 현재 압록강 유역에 설치했다. 본래 발해 서경압록부로 발해멸망이후 거란군에게 공격받지 않았던 지역중 일부에 속했기 때문에 발해 부흥운동이 활발히 일어났다.  거란이 압록부를 기반으로 형성된 정안국을 멸망시키고 그 땅에 직할 4개주를 설치하면서 거란의 땅으로 완전히 편입되었다. 이후 대연림의 난이 진압된 이후 이지역 주민들을 상경 역속현(易俗縣)으로 옮겼다. 2,000호가 살았으며, 동경유수사 관할에 있었다. 본주는 지린성 바이산 시 린장 시에 있었다.

## 행정 구역
4주 2현을 관할했다.
| 주명/현명 | 한자   | 발해대의 위치                       | 거란이 옮긴 위치                  | 비고 |
| --------- | ------ | ----------------------------------- | --------------------------------- | --- |
| 홍문현    | 弘聞縣 | 바이산 시 린장 시                   | 바이산 시 린장 시                 | |
| 신향현    | 神鄕縣 |                                     |                                   | |
| 환주      | 桓州   | 퉁화 시 지안 시                     | 퉁화 시 지안 시                   | 고구려의 국내성이 있었던 곳이다. 녹주에서 서남으로 200리 거리에 있다. |
| 풍주      | 豐州   | 바이산 시 푸쑹 현 신안촌 신안고성   | 바이산 시 푸쑹 현 신안촌 신안고성 | 발해의 반안군(盤安郡)이었다. 녹주에서 동북쪽으로 210거리에 있었으며 300호가 살았다. 1983년 발견된 신안고성에서 발해식 연화문와당, 포문기와, 어망추, 동궁형기둥등 막대한 야의 도시유적이 발견되었고 녹주로 비정되는 린장 시와의 거리가 200여리정도되었기에 신안고성이 지금의 풍주로 비정되고있다. |
| 정주      | 正州   | 퉁화 시일대                         | 퉁화 시일대                       | 비류국이 있던 곳으로 발해가 비류군(沸流郡)을 두었다. 비류수가 있다. 500호가 살았다. 녹주에서 서북으로 380거리에 있었다. |
| 동나현    | 東那縣 | 덕원군일대?                         | 통화시 일대                       | 정주의 속현이다. <요사>에는 본래 한나라 동이현(東暆縣)과 부이현(不而縣)땅이었다는 기사와 정주에서 서쪽으로 70리 거리에 있었다는 기사가 있다. 본래 동이현과 부이현이 있던 함경남도에 있던 현을 거란이 비류수 근처로 옮긴 것으로 보인다.                                                           |
| 모주      | 慕州   | 한카호 동쪽 바닷가? 자무쓰 푸진 시? |                                   | 발해의 안원부를 이곳으로 옮겨왔다. 200호가 살았다. 녹주에서 서북으로 200리거리에 있다. |